# Walter Schluep

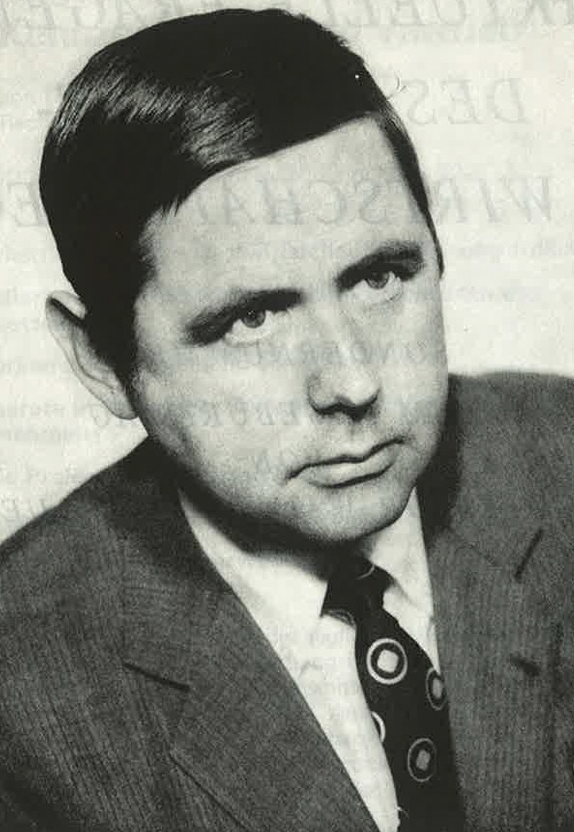

Walter René Schluep (* 19. Juni 1928 in Biel; † 3. März 2006) war ein Schweizer Jurist. Er war Professor für Privat-, Wirtschafts- und Europarecht an den Universitäten St. Gallen, Bern und Zürich sowie Präsident der Schweizerischen Kartellkommission.

## Werdegang
Nach juristischem Studium in St. Gallen, wo er 1955 mit der Dissertation "Die wohlerworbenen Rechte des Aktionärs und ihr Schutz nach schweizerischem Recht" promoviert wurde und der anschliessenden Ausbildung zum solothurnischen Fürsprecher (Rechtsanwalt) und Notar absolvierte Schluep ergänzende juristische Studien an der Universität München sowie an der Harvard Law School.
Im Jahr 1964 erfolgte die Habilitation mit der Abhandlung "Das Markenrecht als subjektives Recht" an der Hochschule St. Gallen, wo er 1965 den Lehrstuhl für Handels-, Wirtschafts- und Europarecht annahm und als Mitbegründer des dortigen "St. Galler Instituts für Europarecht, Wirtschaftsrecht und Rechtsvergleichung" fungierte. Im Jahre 1968 übernahm Schluep den Lehrstuhl für Zivil- und Europarecht an der Universität Bern von wo er 1973 an die Professur für Privat-, Wirtschafts- und Europarecht der Universität Zürich wechselte, wo er bis zu seiner Emeritierung im Jahre 1995 lehrte und darüber hinaus das dort 1991 von ihm mitbegründete Europa Institut leitete. In praktischer Hinsicht wirkte Schluep als   Berater, Gutachter und Schiedsrichter. Während vier Amtsperioden gehörte er der Schweizerischen Kartellkommission (heute:  Wettbewerbskommission) an, die er über  fünfzehn Jahre  präsidierte.
Schlueps erster wissenschaftlicher Assistent, Bundesrat Arnold Koller, hebt dessen wirtschaftlichen Grundgedanken hervor, wonach das "Wirtschaftsrecht als die Wirtschaft verfassendes Organisationsrecht letztlich nicht wertneutral sein kann, sondern übergeordneten Zielen wie Freiheit, Sicherheit und Gerechtigkeit verpflichtet sein muss" und damit "nicht nur zweckmittelrational, sondern ganz bewusst mit Blick auf diese obersten Ziele auszugestalten und entsprechend zu interpretieren" sei. Schluep wurden drei Festgaben gewidmet.

## Schriften (Auswahl)
Eine Bibliographie der Schriften Walter Schlueps findet sich in: Andreas Kellerhals (Hrsg.): Aktuelle Fragen zum Wirtschaftsrecht. Zur Emeritierung von Walter R. Schluep. Schulthess, Zürich 1995, S. 287 ff.
- Innominatverträge. In: Frank Vischer (Hrsg.): Besondere Vertragsverhältnisse (= Schweizerisches Privatrecht. Bd. VII/1/2). Helbing & Lichtenhahn, Basel 1979, S. 761 ff.
- Einladung zur Rechtstheorie. Stämpfli, Bern, und Nomos, Baden-Baden 2006.